# 9828 Antimachos
9828 Antimachos eller 1973 SS är en trojansk asteroid i Jupiters lagrangepunkt L4. Den upptäcktes 19 september 1973 av den nederländsk-amerikanske astronomen Tom Gehrels och det nederländska astronomparet Ingrid van Houten-Groeneveld och Cornelis Johannes van Houten vid Palomar-observatoriet. Den är uppkallad efter Antimachos i den grekiska mytologin.
Asteroiden har en diameter på ungefär 20 kilometer.